# Géza Tolnay Winternitz
Géza Tolnay Winternitz (? Hongria, 1909 - Barcelona, 1 de setembre de 1989) fou un empresari i industrial català d'origen hongarès. Treballà en la indústria química i del cuir. Destacat difusor de la cultura hongaresa a Catalunya. Ha sigut un dels fundadors amb Péter Brachfeld Latzko a Barcelona el 1987 de l'Associació Cultural Catalano-Hongaresa/Catalan-Magyar Kulturalis Egyesulet, de la que en fou vicepresident. També fou president de l'Asociación Química Española de la Industria del Cuero (AQEIC) de 1982 a 1986 i el 1984 va rebre la Medalla Narcís Monturiol per la introducció de noves tècniques de fabricació d'adobs de pells que han renovat aquesta indústria.